# Gatka (województwo dolnośląskie)
Gatka (niem. Adriansdorf, do 1936 r. Goitke-Neudorf) – wieś w Polsce, w województwie dolnośląskim, w powiecie trzebnickim, w gminie Żmigród.

## Nazwa
28 lutego 1936 w miejsce nazwy Goitke-Neudorf wprowadzono nazwę Adriansdorf. 9 września 1947 nadano miejscowości polską nazwę Gatka.

## Podział administracyjny
| SIMC    | Nazwa      | Rodzaj     |
| ------- | ---------- | ---------- |
| 0884111 | Czarny Las | przysiółek |

W latach 1975–1998 miejscowość należała administracyjnie do województwa wrocławskiego. 

## Straż graniczna
W latach 1920–1939 funkcjonowała w Gatce niemiecka strażnica graniczna.

## Demografia
W 1925 r. w miejscowości mieszkało 316 osób, w 1933 r. – 279 osób, a w 1939 r. – 267 osób. W roku 2009 było ich 176, natomiast 2 lata później (III 2011 r.) o jednego więcej.